# Breakin' Dishes
Pistes de Good Girl Gone Bad
Don't Stop the Music Shut Up and Drive
Breakin' Dishes est un single extrait de l'album Good Girl Gone Bad de Rihanna, sorti en 2007.
Dans cette chanson, la jeune chanteuse de 20 ans ose la provocation et montre une nouvelle facette "Bad Girl" de sa personnalité.